# Joseph Hunter (rögbijátékos)
Joseph Garvin „Lou” Hunter  (Louisville, Kentucky, 1899. október 4. –  Santa Barbara, Kalifornia, 1984. szeptember 10.) olimpiai bajnok amerikai rögbijátékos.
Az 1920. évi nyári olimpiai játékokon az amerikai rögbicsapatban játszott és olimpiai bajnok lett.
A Santa Clara Egyetemen végzett.